# Прапор Іллінецького району
Пра́пор Ілліне́цького район́у — один із символів Іллінецького району Вінницької області, затверджений 23 листопада 2007 року рішенням Іллінецької районної ради.

## Опис
Прапор являє собою прямокутне червоне полотнище із співвідношенням сторін 2:3, у якому в прямий хрест покладені жовті пернач і шабля вістрям до древка. З боку древка йде вертикальна жовта смуга із чорним трипільськім орнаментом. Ширина хреста — 2/3, смуги — 1/6 від довжини прапора.
Авторами проєкту прапора є Андрій Орел, Ольга Рудник та Сергій Дудюк.